# پزشکی مولکولی
پزشکی مولکولی (به انگلیسی: Molecular Medicine) شاخه‌ وسیعی از دانش پزشکی است که علوم پایه و پزشکی را در جهت شناسایی اساس مولکولی و خطاهای ژنتیکی بیماریها به منظور یافتن راههای پیشگیری، تشخیص و مداخله‌های مولکولی برای اصلاح بیماریها به کار می‌گیرد. چشم‌انداز پزشکی مولکولی به نقش پزشکی فردی بر پایه تشخیص و درمان مؤثر در هر فرد تاکید دارد.
در سال ۱۹۴۹، لینوس پاولینگ و هاروی ایتانو پس از انتشار مقاله‌ای در نشریه ساینس، از کشف یک بیماری مولکولی با نام سیکل سل آنمیا خبر دادند و بدین ترتیب دانش جدیدی را در بررسی ساختار و متابولیسم بیماری‌ها در مقیاس مولکولی ایجاد نمودند.